# Rachel Arié
Pour les articles homonymes, voir Arié.
Rachel Arié née le 25 octobre 1924 au Caire et morte le 12 décembre 2018 à Paris est une historienne française, spécialiste de l'Espagne islamique, en particulier de la période de l'émirat nasride de Grenade,.

## Biographie
Rachel Arié est née au Caire, en Égypte, le 25 octobre 1924. 
Elle passe une partie de son enfance en Espagne. Elle étudie l'arabe (classique et dialectal) à l’École nationale des langues orientales vivantes et l'histoire à l'université Paris III-Sorbonne-Nouvelle. Elle est agrégée d'arabe en 1959. Entre 1963 et 1966, elle est accueillie à la Casa Velasquez comme chercheuse.
Elle soutient sa thèse consacrée à L'Espagne musulmane au temps des Nasrides (1232-1492) en 1973.
À partir de 1992, elle est directrice de recherche au Centre national de la recherche scientifique. Elle est par ailleurs docteur honoris causa de l'Université de Grenade,.
Elle est décédée dans le 17e arrondissement de Paris le 12 décembre 2018.

## Publications
- Historia de España (III) España musulmana (siglos VIII-XV), 1982.
- Études sur la civilisation de l'Espagne musulmane, éditions Brill (1er février 1990)  (ISBN 978-9004091160)[10].
- L'Occident musulman au Bas Moyen Âge, éditions De Boccard (1er janvier 1992)  (ISBN 978-2701800691).
- L'Espagne musulmane au temps des Nasrides (1232-1492), édition de Boccard, 1973[11],[12],[13].